# Víťazovce
Víťazovce es un municipio del distrito de Humenné en la región de Prešov, Eslovaquia, con una población estimada a final del año 2024 de 321 habitantes.
Se encuentra ubicado al sureste de la región, cerca de los ríos Cirocha y Laborec (cuenca hidrográfica del río Tisza) y de la frontera con la región de Košice.

## Demografía
| Año        | 1994 | 2004    | 2014    | 2024    |
| ---------- | ---- | ------- | ------- | ------- |
| Población  | 347  | 345     | 313     | 321     |
| Diferencia |      | −0,57 % | −9,27 % | +2,55 % |

| Año        | 2023 | 2024    |
| ---------- | ---- | ------- |
| Población  | 324  | 321     |
| Diferencia |      | −0,92 % |